# Kasteel Vorden
Kasteel Vorden is een kasteel en landgoed zuidoostelijk gelegen in het gelijknamige dorp Vorden in de gemeente Bronckhorst, in de Nederlandse provincie Gelderland.

## Geschiedenis
Kasteel Vorden werd voor het eerst vermeld in 1315. Het kasteel was in aanleg een militair bouwwerk, en werd vanaf 1315 bewoond. In 1580, tijdens de Tachtigjarige Oorlog, werd het geplunderd en dertig jaar later hersteld. Het huis is door de eeuwen heen in het bezit geweest van verschillende adellijke geslachten, waaronder dat van Ripperda en van 1771 tot 1974 in de familie Van der Borch. Na de Tweede Wereldoorlog staat het kasteel leeg en raakt het steeds meer in verval. Het kasteel bevindt zich in deplorabele staat als het in 1974 samen met de bijbehorende goederen en grond in bezit komt van Het Geldersch Landschap. Het omliggende terrein wordt verkocht aan de gemeente Vorden. In 1976 werd het gerestaureerd en fungeerde het als gemeentehuis van Vorden. In 2004 heeft de (voormalige) gemeente Vorden het kasteel verkocht aan particulieren. Deze hebben het huis in oude glorie hersteld. Sindsdien wordt het kasteel gebruikt als huwelijkslocatie en museum. Tegen vergoeding is het kasteel te bezichtigen.

## Trivia
Bij het kasteel staat de "Lodewijkslinde", waaronder de Franse koning Lodewijk XIV in 1672 gerust zou hebben.

## Afbeeldingen

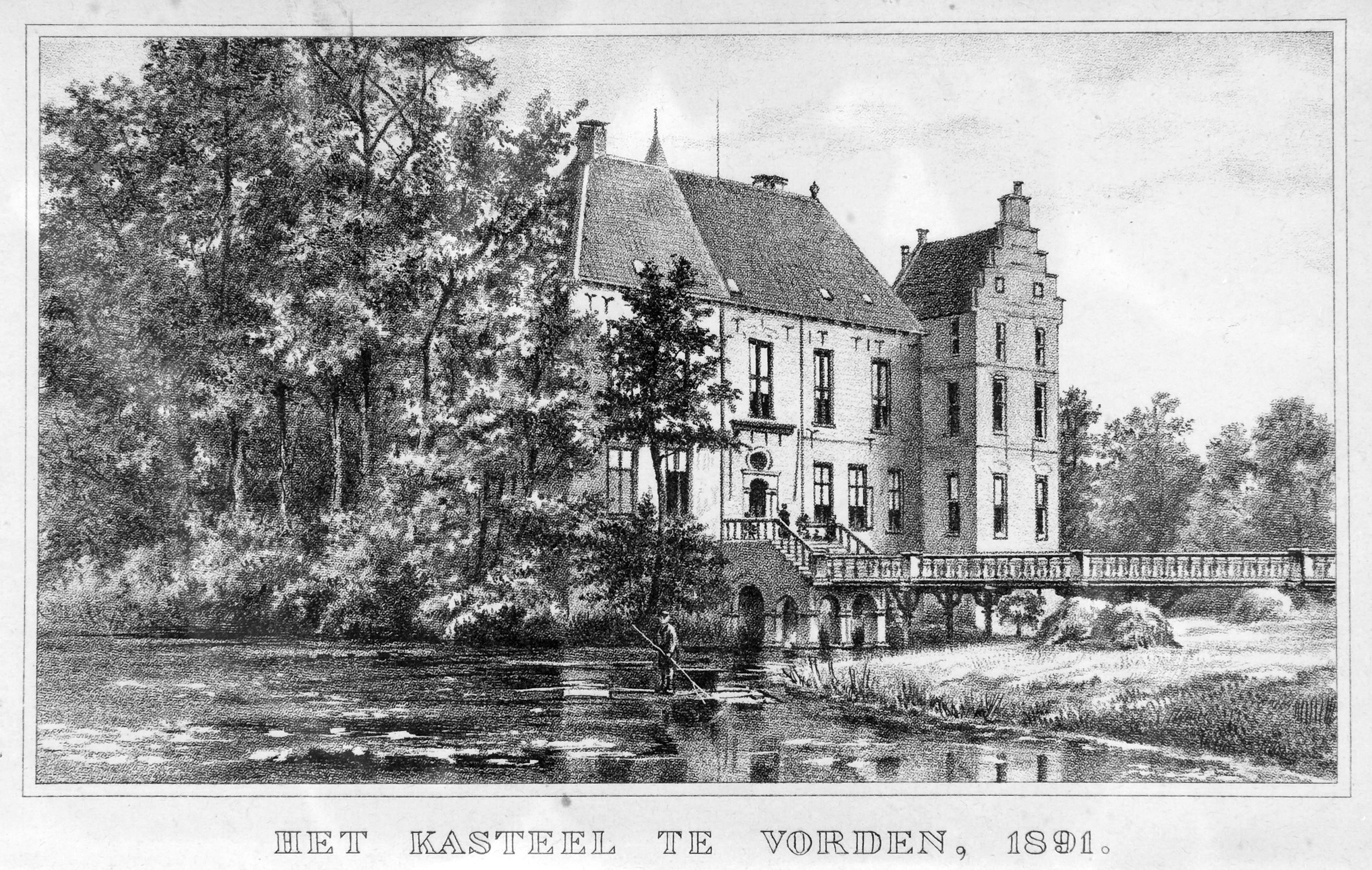
Prent uit 1892 van het Kasteel te vorden
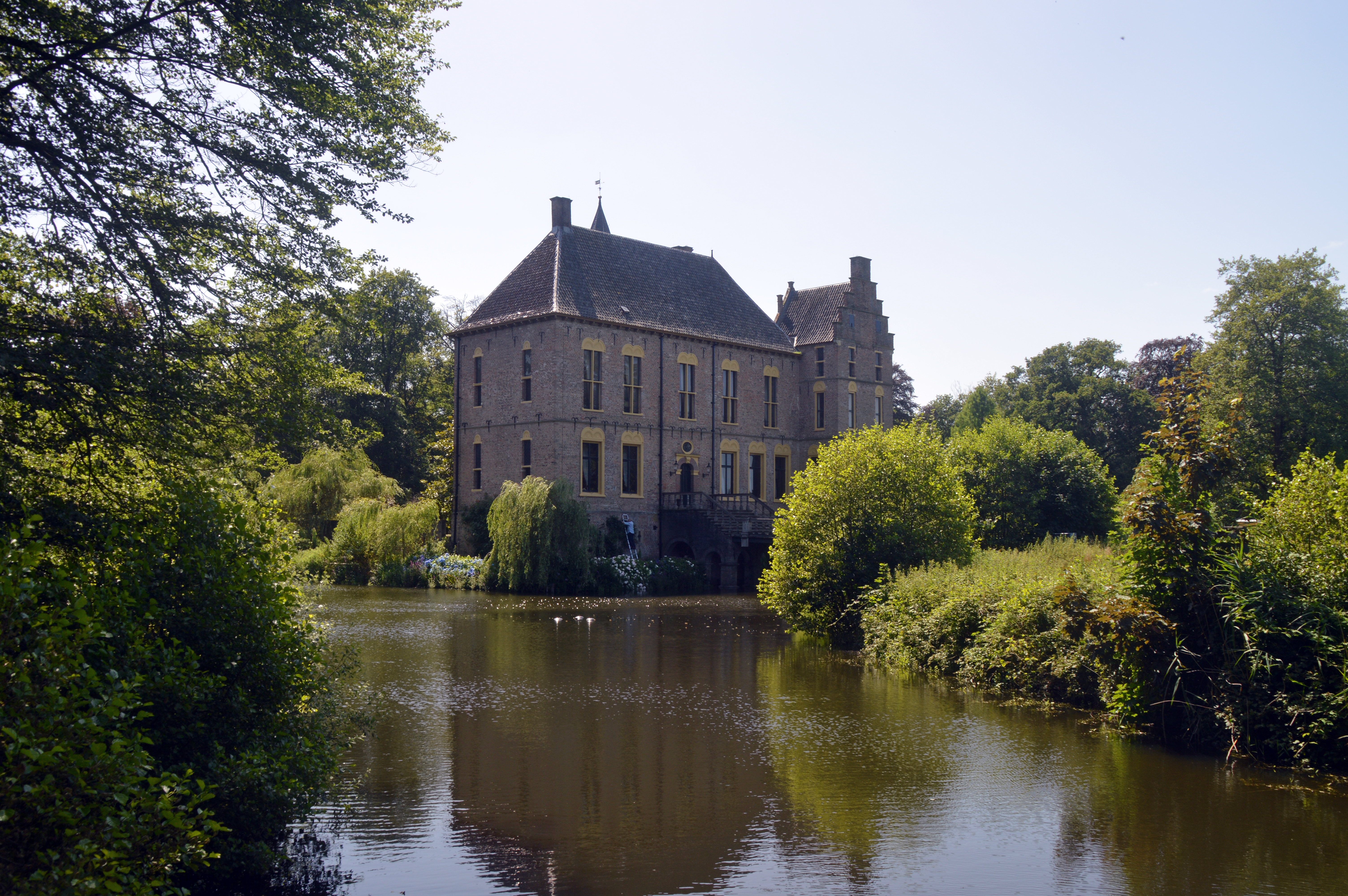
Ingang Kasteel Vorden
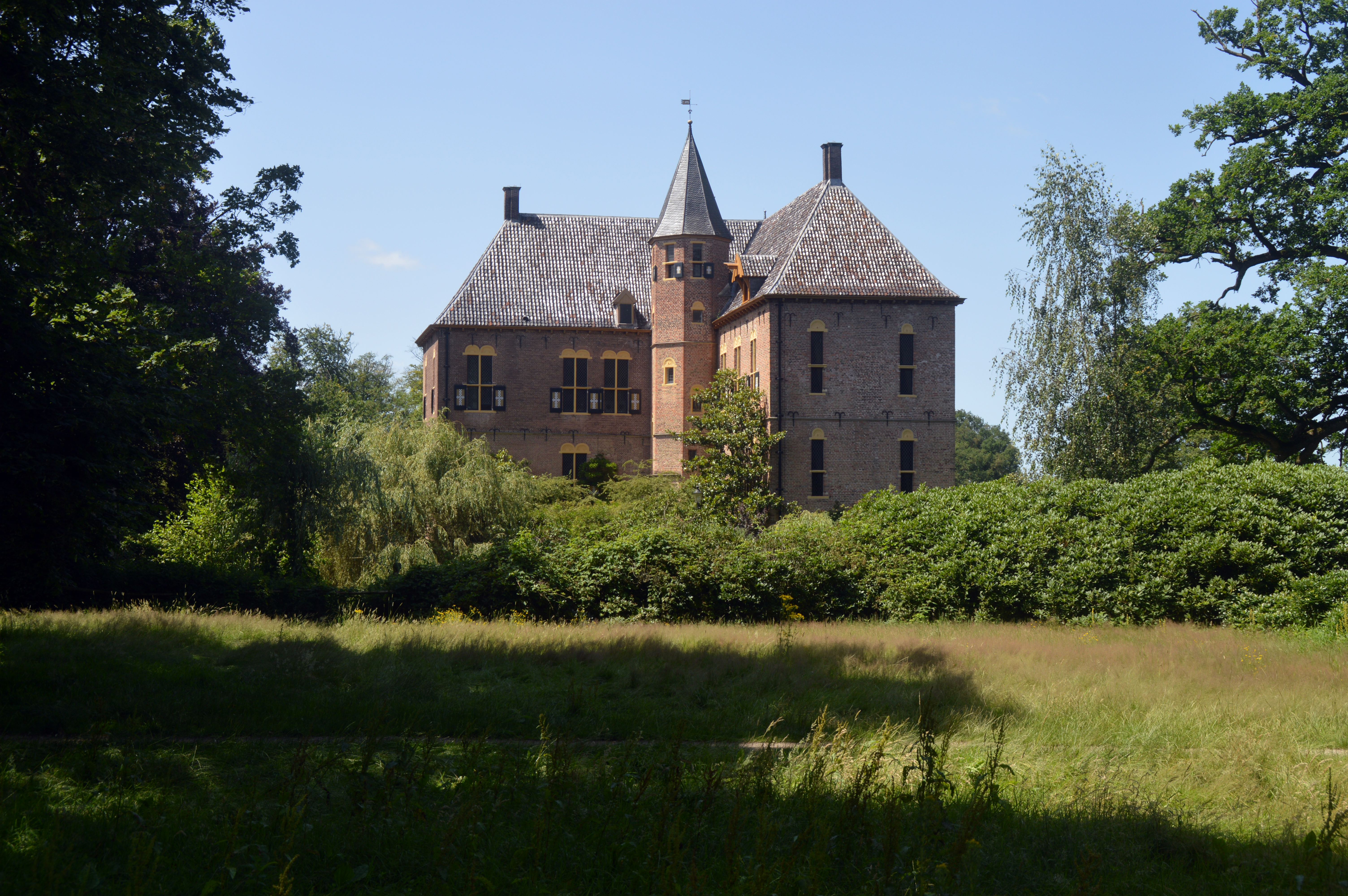
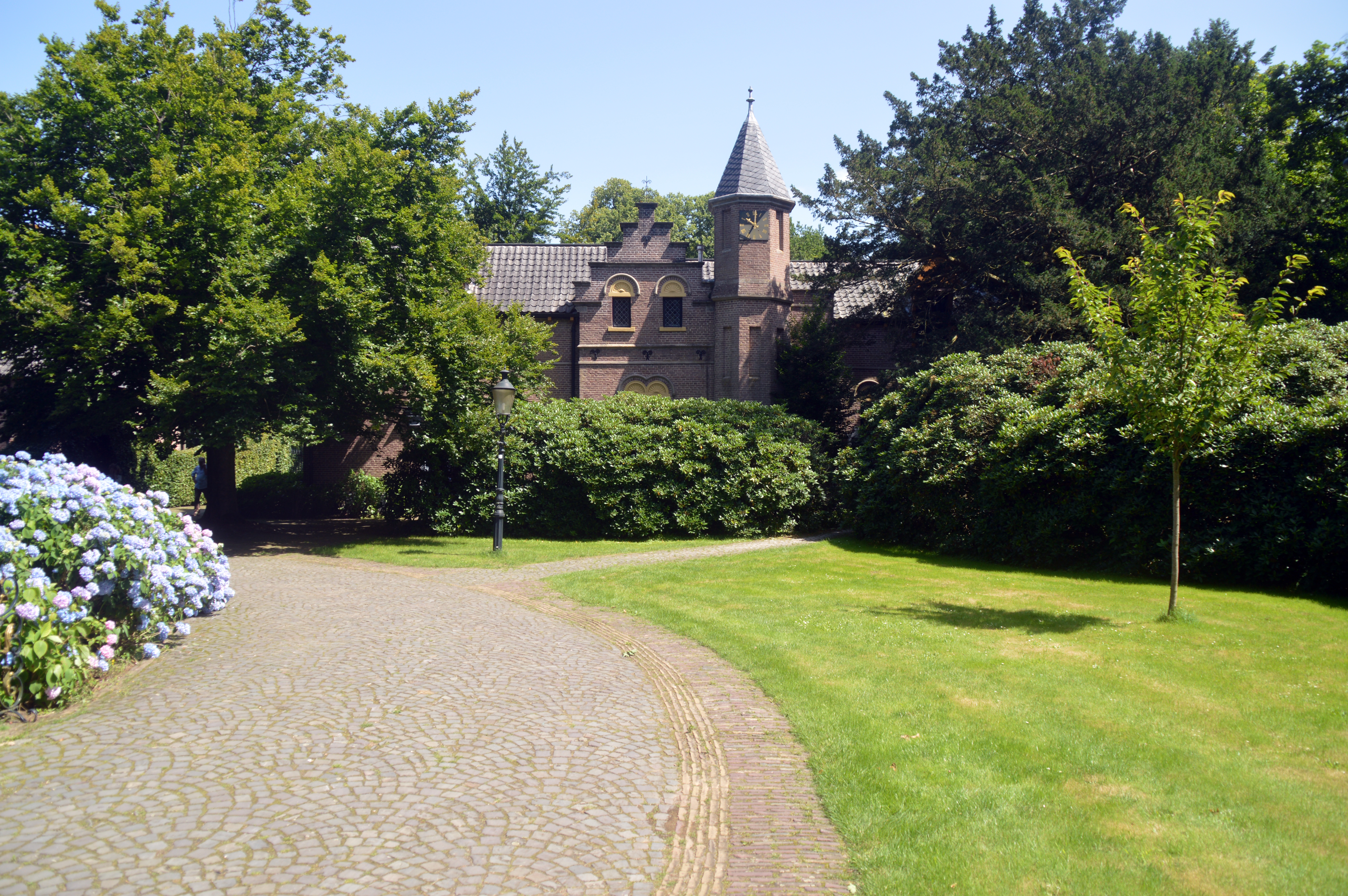
Koetshuis uit 1879
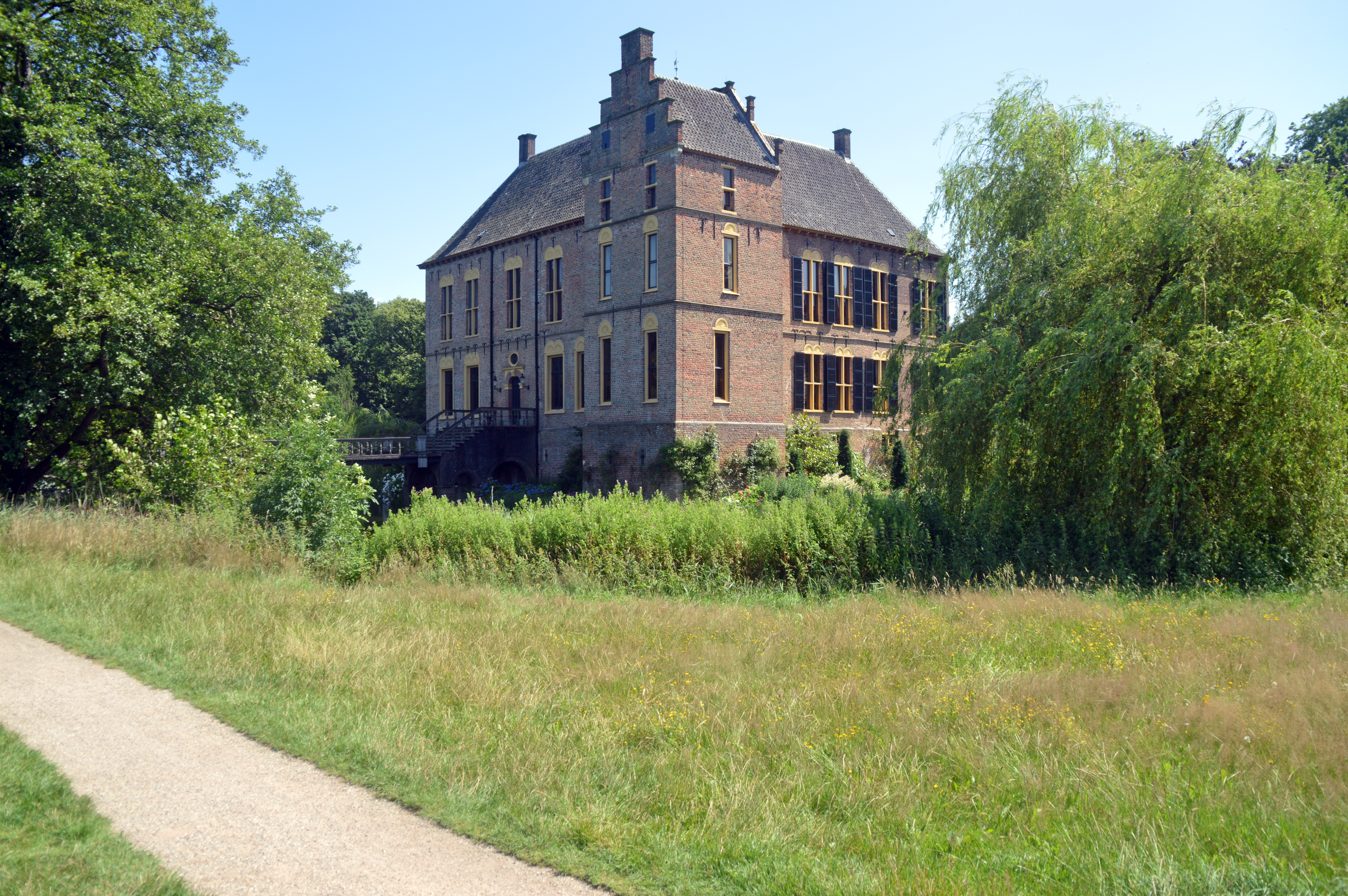
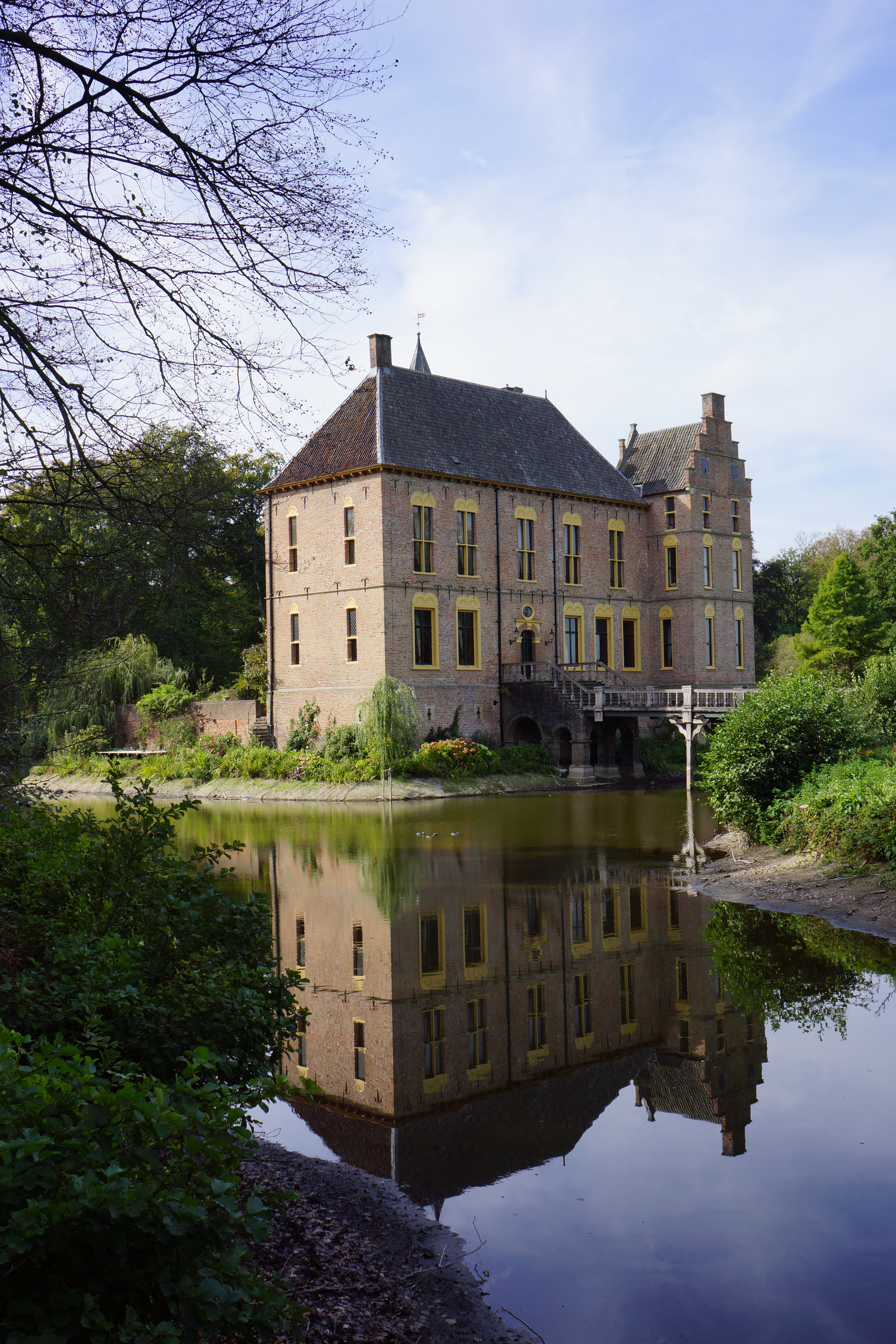
2018 bij laag water